# ま행
ま행이란 오십음도에 있어서, 제7번째이다. ま, み, む め, も가 포함된다. 어떤 가나도 자음과 모음으로부터 이루어진 음을 가리킨다. ま행의 음의 자음은 모두 양순 비음m이다. 자음이 유성이기에 탁음은 존재하지 않고, 청음 뿐이다. 
요음「みゃ」「みゅ」「みょ」는 「み」의 두자음（구개화한 양순비음mʲ）과 모음「あ」「う」「お」를 조합한 음이다. 
또한 「みゅ」음에 대해서는, 실제로는 일본어나 한어로 사용되는 예는 거의 없고 거의 외래어전용의 음이라고 해서 상관없다. 
あ행 - か행 - さ행 - た행 - な행 - は행 - ま행 - や행 - ら행 - わ행